# Franz Ludwig Raufft
Franz Ludwig Raufft, également appelé nommé Raff, Rauft ou Rouw, né le 5 octobre 1660 à Lucerne et mort en 1719 ou 1728 à Cassel ou La Haye, est un peintre suisse.

## Biographie
Fils de Melchior, portraitiste, et d'Anna Schwitzer, il étudie à Paris et à Rome ou il est membre de la société des peintres néerlandais Schilderbent sous le surnom de Fondament.
Franz Ludwig Raufft obtient un troisième prix de Rome en peinture en 1684, sur le thème Enos fils de Seth, commence à invoquer le nom du seigneur, son nom est noté : Raufflt (Suisse),.

## Œuvres dans les musées
- nd - Enthauptung des Johannes des Täufers, Kunstmuseum de Lucerne[5]
- ca1680 - Der Heilige Ambrosius erscheint den Mailändern, Kunstmuseum de Lucerne[5]
- ca1710 - Esquisse pour la décoration d'un plafond au château de Cassel, Gemäldegalerie Alte Meister, Cassel